# 로버트 리빙스턴

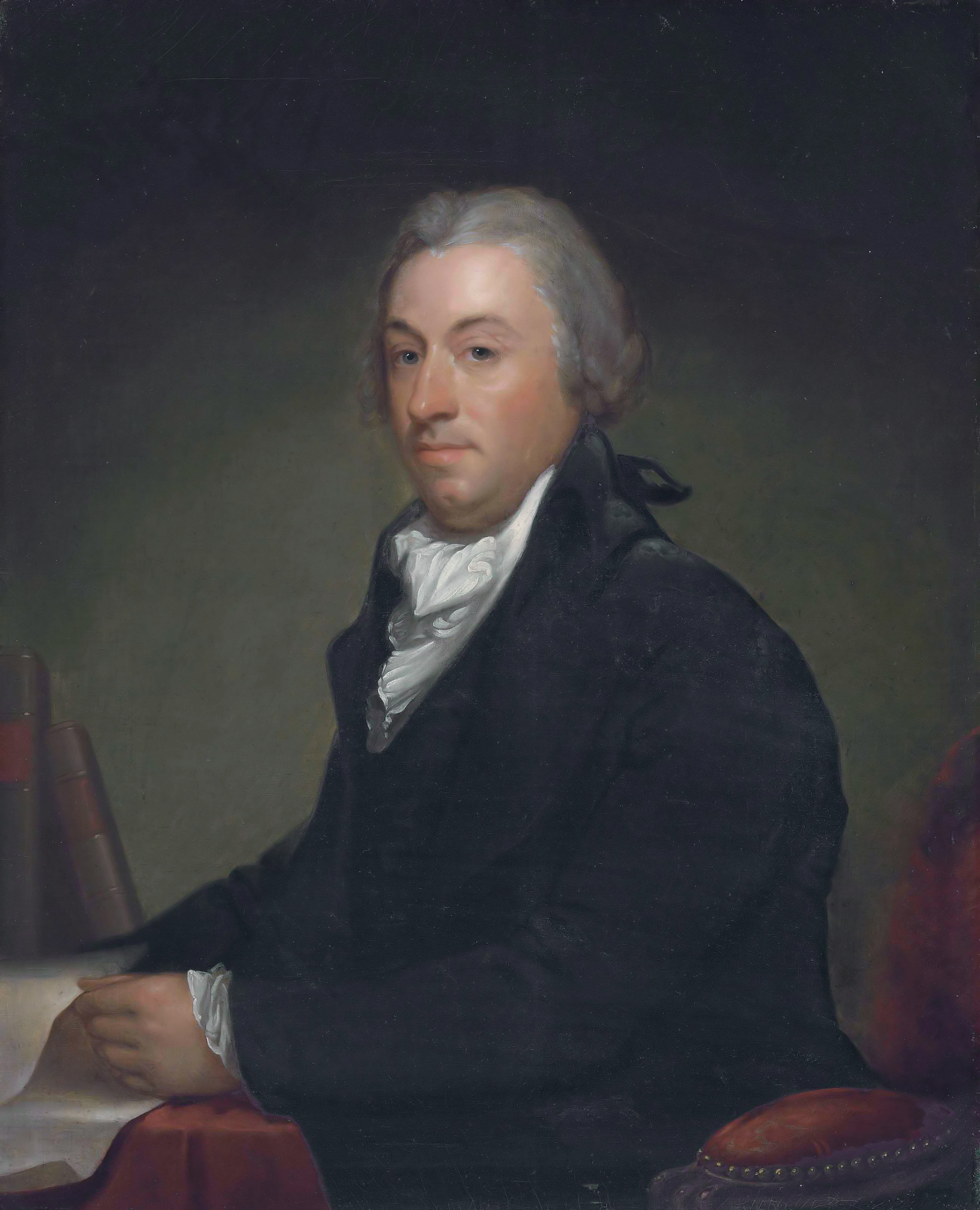

로버트 리빙스턴(Robert Livingston, 1746년 11월 27일 (구력 11월 16일) - 1813년 2월 26일 (구력 2월 14일)은 미국 뉴욕의 변호사, 정치인, 외교관이다. 미국 독립선언서를 기초하였다.

## 미국 독립선언서
1774년 제1차 대륙 회의 폐회 연설에서 패트릭 헨리는 "자유가 아니면 죽음을 달라"는 유명한 말을 했다. 이를 계기로 민병대를 조직하여 훈련시키고 군수물자를 비축하기 시작했다.
1775년 제2차 대륙 회의에서 벤자민 프랭클린, 존 애덤스, 로저 셔먼, 로버트 리빙스턴, 토머스 제퍼슨이 미국 독립선언서의 기초 작업을 수행했다. 이 1775년 제2차 대륙회의부터 미국 독립전쟁이 시작되었다.